# Evelyn Berckman
Evelyn Berckman, née le 18 octobre 1900 à Philadelphie en Pennsylvanie et morte le 18 septembre 1978 dans le quartier de Kensington à Londres, est une romancière et compositrice américaine.

## Biographie
Née à Philadelphie en 1900, elle grandit dans le quartier de Germantown avant de déménager vers Rochester, puis New York, d'abord pour étudier, avant de s'y installer. Elle travaille dans les années 1930 et 1940 comme pianiste, professeur de piano et compositrice, avant qu’une paralysie provoquée par une pratique intensive ne l’affecte et l’oblige à mettre un terme à sa carrière. Elle devient alors romancière.
Son premier texte est publié en 1954. Il s'ensuit plusieurs romans, appartenant souvent au genre policier, dont certains connaissent une traduction en France dans la collection L'Aventure criminelle. Elle effectue plusieurs séjours à Londres où elle déménage en 1960. Elle donne également quatre romans historiques sur la Royal Navy.
Elle décède à l'âge de 77 ans dans le quartier de Kensington à Londres.

## Œuvre

### Romans policiers
- The Evil of Time (1954)
- The Beckoning Dream ou Worse Than Murder (1955) Publié en français sous le titre Enquête sur un cauchemar, traduction de Jeanne Fournier-Pargoire, Paris, Fayard, coll. L'Aventure criminelle no 81, 1960.
- The Strange Bedfellow ou Jewel of Death (1955)
- The Blind Villain ou House of Terror (1957) Publié en français sous le titre Coup de chaud, traduction de Marguerite Fronville, Paris, Fayard, coll. L'Aventure criminelle no 94, 1961.
- The Hovering Darkness (1957) Publié en français sous le titre La Fuite en paquebot, traduction de Jeanne Fournier-Pargoire, Paris, Fayard, coll. L'Aventure criminelle no 182, 1964.
- No Known Grave (1958) Publié en français sous le titre Sépulture inconnue, traduction de Jeanne Fournier-Pargoire, Paris, Fayard, coll. L'Aventure criminelle no 65, 1959.
- Lament for Four Brides (1960)
- Do You Know This Voice? (1961) Publié en français sous le titre Reconnaissez-vous cette voix ?, traduction de Michèle Beaugency, Paris, Fayard, coll. L'Aventure criminelle no 114, 1961.
- Blind-Girl's-Bluff (1962)
- A Simple Case of Ill-Will (1964)
- A Thing That Happens to You ou Keys from a Window (1964)
- Stalemate (1966)
- The Heir of Starvelings (1967)
- A Case in Nullity ou A Hidden Malice (1968)
- She Asked for It (1970) Publié en français sous le titre Elle l’a bien cherché ..., traduction de Joëlle Jouillé, Paris, C. Bourgois, coll. P. J. no 23, 1971.
- The Stake in the Game (1971)
- Voice of Air (1971)
- Finger to Her Lips (1971)
- The Fourth Man on the Rope (1972)
- Wait ou Wait, just you wait (1973)
- The Victorian Album (1973)
- Indecent Exposure ou The Nightmare Chase (1975)
- The Crown Estate ou Blessed Plot (1976)
- Be All and End All ou Journey's End (1976)

### Romans historiques
- Nelson's Dear Lord: A Portrait of St.Vincent (1962)
- Hidden Navy (1973)
- Creators and Destroyers of the English Navy (1974)
- Victims of Piracy: Admiralty Court, 1575-1678 (1979)

## Adaptations

### Au cinéma
- 1964 : Do You Know this Voice, film américain réalisé par Frank Nesbitt, d’après le roman éponyme, avec Isa Miranda, Dan Duryea et Gwen Watford

### À la télévision
- 1960 : Thriller, épisode Worse than Murder réalisé par Mitchell Leisen, d’après le roman The Beckoning Dream